# Pseudamnicola navasiana
Pseudamnicola navasiana is een slakkensoort uit de familie van de Hydrobiidae. De wetenschappelijke naam van de soort is voor het eerst geldig gepubliceerd in 1907 door Fagot.